# ノイベルグ三次曲線
ユークリッド幾何学において、ノイベルグ三次曲線（ノイベルグさんじきょくせん、英: Neuberg cubic）とは三角形に対して一意に決まる曲線の一種である。ベルギーの数学者ノイベルグにちなんで名付けられた。21点3次曲線（21-point curve）、あるいは37点3次曲線（37-point curve）とも呼ばれる。Bernard Gibert のCubics in the triangle planeでは K001 として登録されている。

## 定義

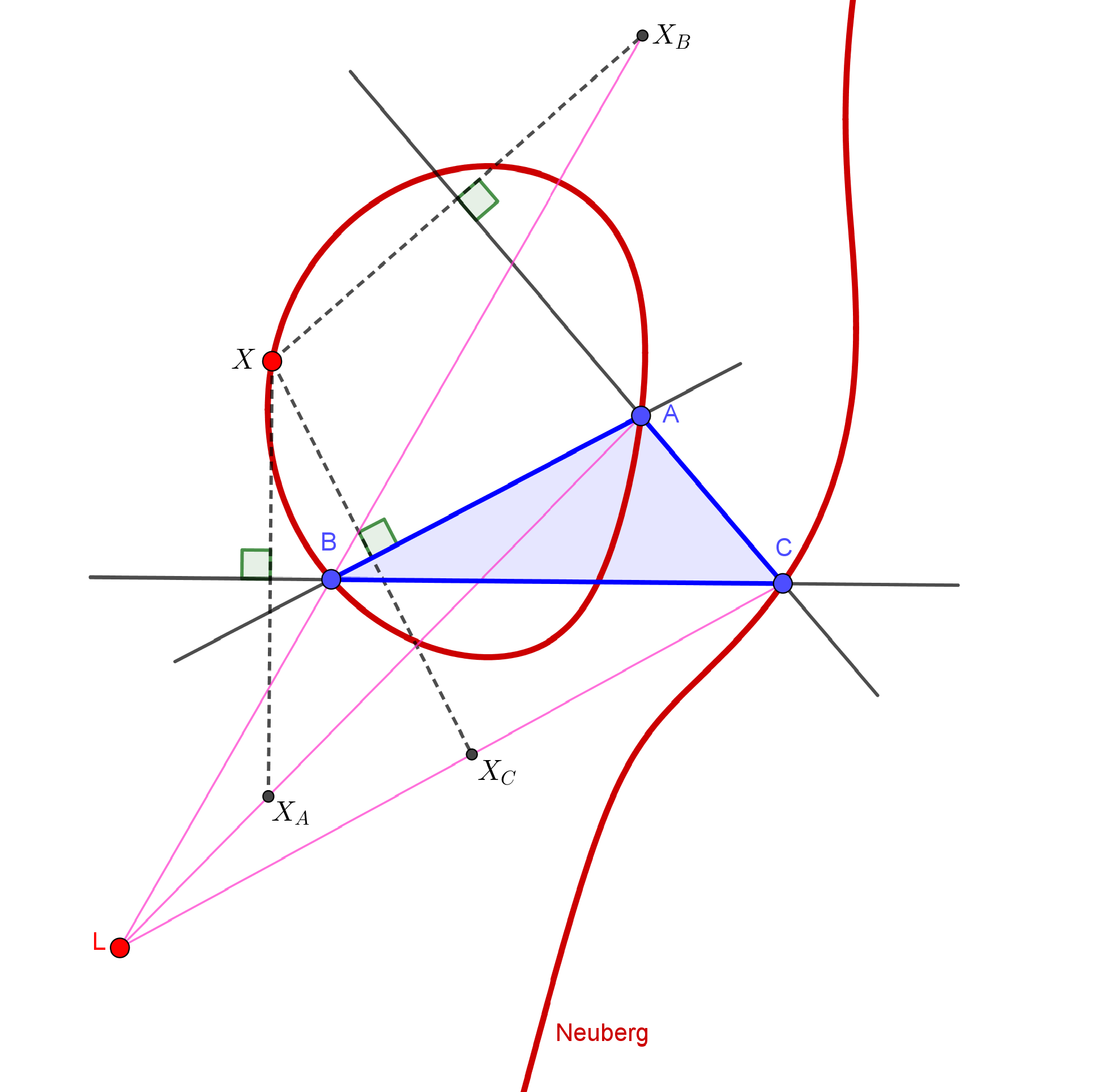
△ABCのノイベルグ三次曲線上の点をBC,CA,ABで鏡映した点をそれぞれA,B,Cと結ぶとその3直線は1点で交わる。

ノイベルグ三次曲線は様々な定義ができる。 その一つは△ABCについて、それぞれの辺でPを鏡映した点をPa, Pb, Pcで表したときに、APa, BPb, CPcが一点で交わるようなPの軌跡である。他には、 △BPC, △CPA, △APB の外心をOa, Ob, Ocとし、AOa, BOb, COcが一点で交わるようなPの軌跡とも定義される。しかし、このように定義された軌跡が本当に三次曲線であるかは自明ではない。
ノイベルグは以下の式を満たす点の軌跡を定義とした。
{\displaystyle {\begin{vmatrix}1&BC^{2}+AP^{2}&BC^{2}\times AP^{2}\\1&CA^{2}+BP^{2}&CA^{2}\times BP^{2}\\1&AB^{2}+CP^{2}&AB^{2}\times CP^{2}\end{vmatrix}}=0}
B. H. Brown は1925年の論文で、「Pとその等角共役点を通る直線がオイラー線と平行になる点Pの軌跡」と定義している。

## 重心座標
△ABCの辺を a, b, cとする。ノイベルグ三次曲線上の点は重心座標 を x : y : z として以下の等式を満たす。
{\displaystyle \sum _{\text{cyclic}}[a^{2}(b^{2}+c^{2})-(b^{2}-c^{2})^{2}-2a^{4}]x(c^{2}y^{2}-b^{2}z^{2})=0}

## ノイベルグ三次曲線上の有名な点

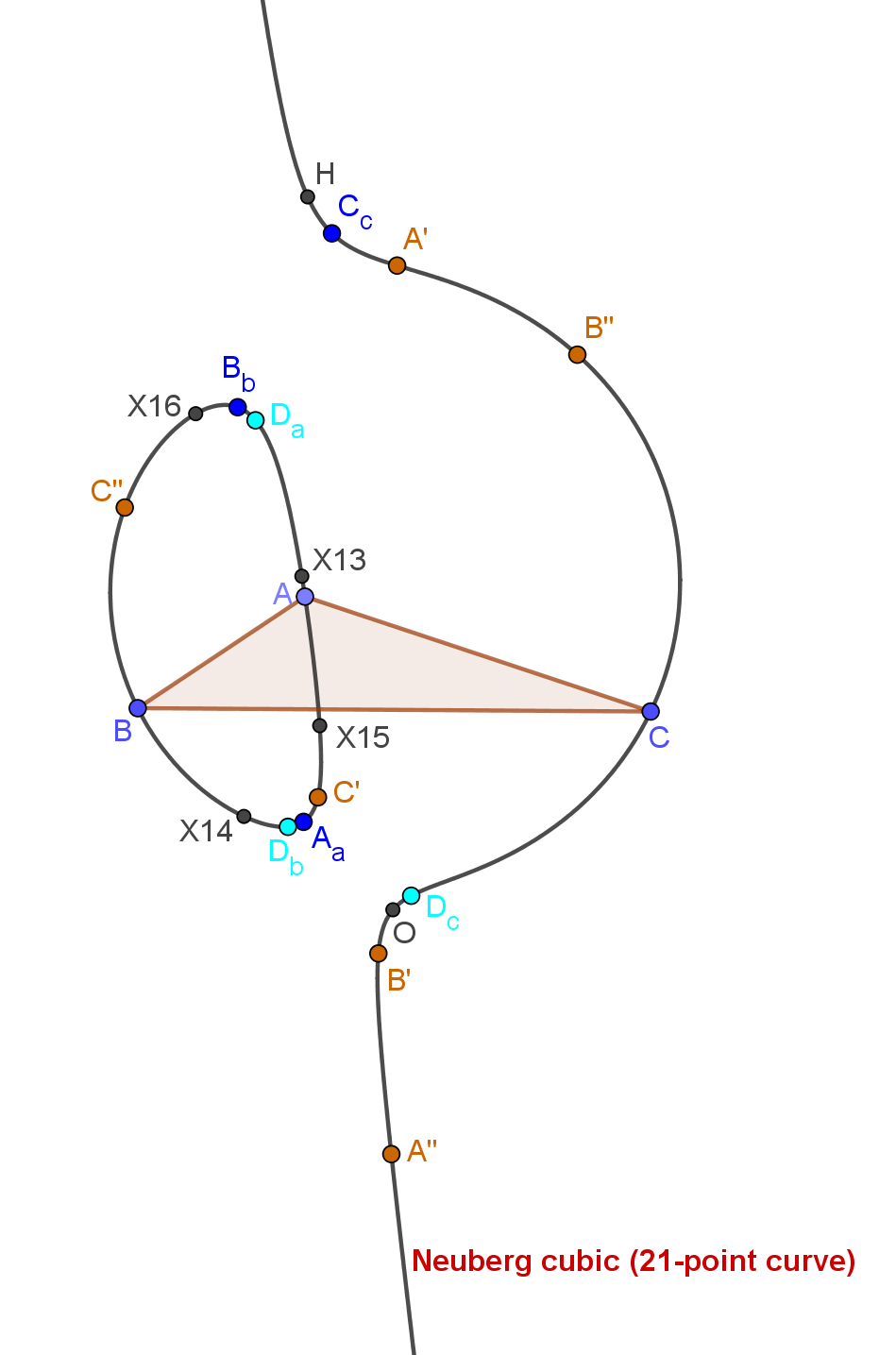
ノイベルグ三次曲線上の21個の有名な点

古い文献では、ノイベルグ三次曲線は一般に21点三次曲線と呼ばれている。これはノイベルグ自身が以下の21個の点をこの曲線上に発見したことによる 。
- 頂点 A, B, C
- A, B, Cを対辺で鏡映した点Aa, Bb, Cc
- 垂心 H
- 外心 O
- それぞれAB, ACの垂直二等分線とAC, ABの交点をQbc, Qcbとし、直線QbcQcbでAを鏡映させた点Da (B,Cについても同様にしてDa, Db, Dc)。
- △ABCの辺を一辺とする、正三角形のA, B, Cでない頂点A', B', C', A'', B'', C''。
- 第一フェルマー点X(13)と第二フェルマー点X(14)
- 第一等力点X(15)と第二等力点X(16)

1925年の B. H. Brown の論文では、新たに16個の有名点がノイベルグ三次曲線上にあることが発見された（これが37点3次曲線と言われる所以である）。この16点のうち4つは、この三角形の内心と傍心である。
その後、ノイベルグ三次曲線上に見つかった点には以下のようなものがある。
- オイラー無限遠点
- ジェラベク双曲線と外接円の第四交点X(74)
- 正三角形となるチェバ三角形と元の三角形の配景の中心X(370)
- パリー鏡映点X(399)
- ヴェルナウ点X(1337),X(1338)

## 性質
- 虚円点を通る3次曲線は circular cubic と呼ばれるが、ノイベルグ三次曲線はcircular cubicである。
- 点Pとその等角共役点と、ある点Xが共点であるようなPの軌跡はXの pivotal isogonal cubic と呼ばれるが、ノイベルグ三次曲線はオイラー無限遠点の pivotal isogonal cubic である。
- 三角形ABCと点PについてAPのPを通る垂線とBCの交点、BPのPを通る垂線とCAの交点、CPのPを通る垂線と、ABの交点は共線で、その線（Orthotransversal（英語版））の三線極をP*とする。P,P*,Xが共線であるようなPの軌跡はXの pivotol orthocubic または orthopivotal cubic と呼ばれるが、ノイベルグ三次曲線は外心のorthopivotal cubic である[1]。